# اد میچل (ورزشکار)
اد میچل (انگلیسی: Ed Mitchell; ۲۳ ژوئیهٔ ۱۹۰۱ – ۲۵ ژوئن ۱۹۷۰) قایقران روئینگ اهل ایالات متحده آمریکا بود.